# 1.14機動隊襲撃事件
1.14機動隊襲撃事件（1.14きどうたいしゅうげきじけん）は、1987年1月14日に、千葉県芝山町菱田地区で千葉県警機動隊が革労協狭間派のゲリラに襲撃された事件。機動隊員3人が重軽傷を負った。
警察側はモータープール警備部隊襲撃ゲリラ事件や千葉県警機動隊襲撃事件と呼称する。

## 背景
政府が強引に新東京国際空港（現・成田国際空港）建設を進めたことに端を発し、地元農家らは三里塚芝山連合空港反対同盟（以下、反対同盟。）を結成し、三里塚闘争が発生した。
闘争初期においては空港に隣接する菱田地区も激しい空港反対運動を行った地区の一つであったが、空港が供用を開始し反対運動が長期化するにつれ、次第に闘争の方向性を巡って反対同盟内で足並みが乱れてくるようになった。
他方、政府は自治体の要請等を受けて空港周辺対策事業（見返り事業）を進めることとし、その一環として成田用水事業が実施されることとなった。谷津田の排水機能確保が積年の課題であった菱田地区の農家はその受け入れに傾いたが、用地内農家が強固に反対したため対立を深め、最終的に殆どが反対同盟を離脱した。
1983年に反対同盟は北原派と熱田派とに分裂したが、そのどちらもが成田用水に反対しただけでなく、反対同盟（特に北原派）を支援する新左翼党派が用水受け入れを表明した農家を激しく攻撃し、街宣車やビラによる誹謗中傷だけでなく田畑を荒らすなどの実害も与えた。
成田用水事業そのものに対しても工事への妨害や施設への放火等が繰り返されたため、機動隊による警備が行われた。

## 概要
事件翌日の各紙の報道に基づく事件の概要は以下のとおり。
当時、菱田地区（中谷津台）で成田用水工事が進行しており、県警の第二機動隊が付近を警備していた。
1987年1月14日午後3時40分頃に、空港から約2キロメートル南東に離れたところにある県警警備車両用のモータープールに向かって幌付きトラックが猛スピードで接近するのを、見張りの機動隊員が発見・通報した。急遽機動隊が警備車両で阻止線を作ったところ、2台のトラックから黒ヘルメットをかぶりタオル等で覆面をした男30人程が降り、火炎瓶を投げつけながら鉄パイプやバールで殴りかかってきた。
ゲリラは3分程機動隊と乱闘した後、再度トラックに乗り込んで逃げ去った。このとき、犯行グループの一人が消火器を改造した火炎放射器を機動隊に向けて発射した。また、別同部隊が火炎瓶を道路に投げつけるとともに道を塞ぐ形で停めた別のトラックを炎上させ、逃走を手助けした。
県警は緊急配備を発令し、香取郡多古町内などで3台のトラックを相次いで発見。トラックからは追跡するパトカーに火炎瓶が投げつけられ、その隙に犯行グループは少人数毎に分散してトラックを降り、逃走した。
午後4時20分頃、多古町の農道に乗り捨てられたトラックが時限発火装置で炎上した。
犯行グループの多くを取り逃がしたが、県警ヘリ「かとり」とパトカーの連携等により、県警は4人を凶器準備集合罪及び火炎瓶取締法違反等で現行犯逮捕した。
この事件で機動隊員4人が負傷し、うち1人はバールで胸を刺されて全治1ヶ月の重傷を負った。成田空港問題関連で機動隊員が負傷したのは、1979年12月16日に成田市野毛平で火炎瓶による襲撃を受けて以来。また、警備車両の前面が焦げた他、工事業者の台車や車両が破損した。
犯行グループは約100本の火炎瓶を投げつけたが、事件現場ではさらに未使用の火炎瓶約30本が入ったビールケース二箱が残っており、見張りの通報や機動隊の初動が遅れていた場合、更に被害が甚大化していた可能性がある。
犯行に使われた4台のトラックは栃木県で盗まれたものであった。また、犯人らが着用していたヘルメットも国鉄やNTTから盗まれたものとみられる。
この日逮捕された4人は氏名等黙秘したが、県警は犯行の手口から革労協狭間派によるものと見て捜査を進めた。

## 影響と裁判
革労協狭間派は機関紙『解放』で犯行声明を出した。
最終的にゲリラ部隊のうち8人が逮捕され、4人が実刑判決を受けた。